# Bläsersatz
Als Bläsersatz bezeichnet man entweder das Arrangement der Stimmen für Blasinstrumente in einer musikalischen Komposition oder den Zusammenklang der Bläserstimmen in einer Partitur. Es wird dabei vorausgesetzt, dass neben den Bläsern auch andere Instrumente spielen wie Streichinstrumente oder eine Rhythmusgruppe. Im Jargon der Musikverlage spricht man oft von den „Harmoniestimmen“, wenn der Bläsersatz zusammen mit den Schlaginstrumenten (ohne Streicher) gemeint ist.
Beim Bläsersatz ist die größere Lautstärke der Blechbläser gegenüber den Holzbläsern zu berücksichtigen. In der populären Musik bestimmen oft prägnante Figuren und Satztechniken (enge, gemischte Lage, Unisono) das Musikgenre.